# FM OSAKA
FM Osaka, stylisé FM OSAKA Co., Ltd. (株式会社エフエム大阪, Kabushikigaisha Efu Emu Ōsaka, 85.1), est une station de radio basée à Osaka, au Japon. La station de radio est affiliée avec Japan FM Network (JFN).
Son abréviation officielle est fmo (il fut un temps où FMO était utilisée comme abréviation officielle). La notation habituelle est FM OSAKA (fm osaka, jusqu'en mars 2008) et FO. L'indicatif d'appel est JOBU-FM. 

## Histoire

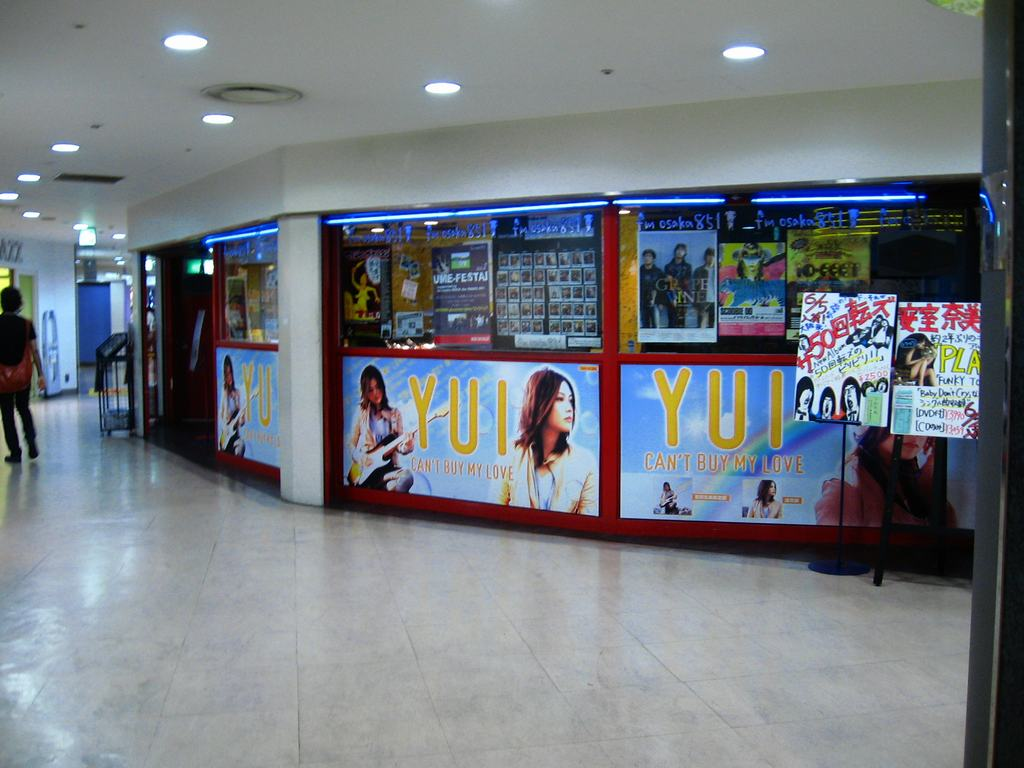
Station de contrôle de FM Osaka.

Le 1er avril 1970, FM Osaka commence sa première diffusion en tant que chaine de radio privée nationale à Nakano-shima (Osaka) et en tant qu'affiliée avec la chaîne Japan FM Network (JFN) dans la région du Kansai. À ses débuts, FM Osaka possédait une radio locale au Mt. Ikoma, mais celle-ci emménage au Mont Iimori pour cause de problème de transmission ; cette transmission a été déviée en dehors d'Osaka. Par le passé, FM Osaka transmettait depuis la tour d'Asahi shinbun Osaka à Nakanoshima, mais la station a emménagé à Minatomachi River Place dans Minatomachi, Naniwa-ku. Elle est diffusée à partir de 13 h, le 22 juillet 2002.
À partir du 1er avril 2017, le nom de la station change en FM OH !. Le logo est « 851 » pour la fréquence dans le coin supérieur droit de FM OH !, « OH ! My Music » dans le coin inférieur gauche et « OH ! My radio » dans le coin inférieur droit, chacun en lettres plus petites. Le concept qui sous-tend ce changement de nom est « OH ! », avec les cinq mots suivants : « surprise », « découverte », « plaisir », « proximité » et « connexion ».
Le 1er avril 2020, à l'occasion du 50e anniversaire de la station, celle-ci décide de changer de nom pour la première fois en trois ans, revenant à FM Osaka après 21 ans. Le directeur de la station, M. Kikuchi, déclare en ses mots : « Avec l'augmentation du nombre de visiteurs étrangers au Japon et la prochaine exposition universelle, le mot « Osaka » est de plus en plus reconnu à l'étranger. Une enquête interne sur le changement a également été favorable ». En outre, un programme d'ouverture spécial de 50 heures, LAUGH&MUSIC RADIO, est diffusé de 9 h le 31 mars à 11 h le 2 avril, la veille de l'anniversaire de l'ouverture de la station.

## Typographie du nom
- 1 avril 1970-31 mars 1993 : FM Osaka
- 1 avril 1993-31 mars 2008 : fm osaka
- 1 avril 2008 - ?? : FM OSAKA
- 1er avril 2017 - 1er avril 2020 : FM OH !
- 1er avril 2020 : Retour du nom FM Osaka

## Sièges
- Quartiers généraux et studios : Minatomachi River Place, 3-1, Minatomachi Itchome, Naniwa-ku, Osaka, 556-8510, Japon
- Tokyo Branch Office : JFN Center Building, 1-7, Kojimachi, Chiyoda, Tokyo, 102-0083, Japon
- Iimoriyama (Station de transmission) :
  - 2337, Hokujo, Daitō, Préfecture d'Osaka, Japon
  - JOBU-FM, JOBU-FCM (radio locale)
- Fréquence : 85,1 MHz
  - Chaîne : 10 kW
  - FM802 / NHK Osaka FM broadcast
- Standard téléphonique
  - Location : Nomami-Nishiyama, Nose, District de Toyono, Préfecture d'Osaka, Japon
  - Fréquence : 77,4 MHz
  - Chaîne : 10 w